# جوزيف بيرغر (عالم اجتماع)
جوزيف بيرغر (بالإنجليزية: Joseph Berger)‏ هو عالم اجتماع أمريكي، ولد في 1924 في نيويورك في الولايات المتحدة.